# Galepsus schwetzi
Galepsus schwetzi är en bönsyrseart som beskrevs av Max Beier 1957. Galepsus schwetzi ingår i släktet Galepsus och familjen Tarachodidae. Inga underarter finns listade i Catalogue of Life.